# Шешин, Евгений Павлович
Евгений Павлович Ше́шин (род. 1946) — российский учёный, специализирующийся в области автоэмиссии, катодолюминесцентных источников света и вакуумных технологий, заслуженный профессор МФТИ.

## Биография
Родился в 1946 г. в Йошкар-Оле — столице республики Марий Эл в среднем Поволжье. В 6-м классе увлёкся радиолюбительством, после 7-го класса поступил в Марийский радиомеханический техникум на отделение «радиоаппаратостроение». По окончании техникума устроился на работу в особое конструкторское бюро машиностроительного завода, в 1966 году поступил на факультет физической и квантовой электроники МФТИ.

### Научная карьера
В начале 5-го курса перевёлся на кафедру «Катодной электроники и вакуумной техники» к доценту В. А. Кузнецову, через год опубликовал свою первую статью. После Физтеха молодой специалист вслед за наставником ушёл работать в только открывшийся Московский институт инженеров гражданской авиации.
В августе 1978 г. был приглашён на кафедру вакуумной электроники МФТИ, где создал, в частности, цельнометаллический универсальный автоионный-автоэлектронный микроскоп. В 1979 г. обратил внимание на перспективность применения углеродных волокон при создании долговечных автокатодов, и с тех пор автоэлектронная эмиссия углеродных материалов стала ключевым направлением его научной деятельности.
После защиты в 1983 г. кандидатской диссертации проработал 3 года в НИИ «Платан», где приобрёл большой опыт в технологии вакуумных приборов. В 1996 г. стал доцентом кафедры вакуумной электроники и защитил докторскую диссертацию по теме «Структура поверхности и автоэмиссионные свойства углеродных материалов». В 2000 году стал заместителем заведующего кафедрой вакуумной электроники МФТИ.
Являлся членом координационных комитетов двух международных конференций International Field Emission Symposium и International Vacuum Electron Source Conference.
В 2004 году ненадолго стал и. о. декана факультета физической и квантовой электроники.

### Редакторская работа
- М. Миллер, Г. Смит. Зондовый анализ в автоионной микроскопии. М.: Мир, 2013. — 302 с. ISBN 978-5-030025-07-0

### Летописи науки и обучения
- Факультет физической и квантовой электроники МФТИ. 50 лет, [1964-2014] : [Иванов В. В., Шешин Е. П., Щука А. А.]. - Москва : Физматкнига, 2014. - 127 с. : ил., портр.; 20 см.; ISBN 978-5-89155-245-6